# Endogen og eksogen opmærksomhed
Endogen opmærksomhed er en målrettet opmærksomhed, mens eksogen opmærksomhed er en stimulusdreven opmærksomhed.
Endogen eller top-down opmærksomhed er bevidst rettes mod noget. Det ses den ved, at et individ fokuserer på et objekt eller en handling på baggrund af individets mål og intentioner. Et eksempel er, at man skal følge med i en film. Her er man opmærksom på, hvad der foregår i filmen i egen interesse. Man vælger altså frivilligt at kontrollere, hvad man er opmærksom på.
Eksogen (eller bottom-up) opmærksomhed rettes mod noget i det øjeblik man modtager en stimulus. Da eksogen opmærksomhed er en stimulusdreven, ses den ved at et individs opmærksomhed ufrivilligt bliver rettet mod den pludselige stimulus. Et eksempel er, at det ofte er den type opmærksomhed, der rettes mod en pludselig høj lyd, eller et lysglimt.
Det er det dorsale fronto-parietale system i hjernen, der er aktivt ved begge typer opmærksomhed. Forskellen ligger i aktiviteten:. Ved endogen opmærksomhed er venstre hjernehalvdels forreste del mere aktiv end den parietale del. Det modsatte mønster ses ved eksogen opmærksomhed.